# Incontri ufficiali della nazionale maschile di calcio della Saar
Questa è la cronologia completa delle partite della Nazionale di calcio della Saar.
| Cronologia completa delle presenze e delle reti in nazionale ― Saar | Cronologia completa delle presenze e delle reti in nazionale ― Saar | Cronologia completa delle presenze e delle reti in nazionale ― Saar | Cronologia completa delle presenze e delle reti in nazionale ― Saar | Cronologia completa delle presenze e delle reti in nazionale ― Saar | Cronologia completa delle presenze e delle reti in nazionale ― Saar | Cronologia completa delle presenze e delle reti in nazionale ― Saar | Cronologia completa delle presenze e delle reti in nazionale ― Saar |
| Data                                                                | Città                                                               | In casa                                                             | Risultato                                                           | Ospiti                                                              | Competizione                                                        | Reti                                                                | Note                                                                |
| ------------------------------------------------------------------- | ------------------------------------------------------------------- | ------------------------------------------------------------------- | ------------------------------------------------------------------- | ------------------------------------------------------------------- | ------------------------------------------------------------------- | ------------------------------------------------------------------- | ------------------------------------------------------------------- |
| 22-11-1950                                                          | Saarbrücken                                                         | Saar                                                                | 5 – 3                                                               | Svizzera B                                                          | Amichevole                                                          | 5                                                                   | Prima partita in assoluto della Nazionale della Saarland            |
| 27-7-1951                                                           | Saarbrücken                                                         | Saar                                                                | 3 – 2                                                               | Austria B                                                           | Amichevole                                                          | 3                                                                   |                                                                     |
| 15-9-1951                                                           | Berna                                                               | Svizzera B                                                          | 2 – 5                                                               | Saar                                                                | Amichevole                                                          | 5                                                                   |                                                                     |
| 14-10-1951                                                          | Vienna                                                              | Austria B                                                           | 4 – 1                                                               | Saar                                                                | Amichevole                                                          | 1                                                                   | Prima sconfitta della Nazionale della Saarland.                     |
| 20-4-1952                                                           | Saarbrücken                                                         | Saar                                                                | 0 – 1                                                               | Francia B                                                           | Amichevole                                                          | -                                                                   |                                                                     |
| 5-10-1952                                                           | Strasburgo                                                          | Francia B                                                           | 1 – 3                                                               | Saar                                                                | Amichevole                                                          | 3                                                                   |                                                                     |
| 24-6-1953                                                           | Oslo                                                                | Norvegia                                                            | 2 – 3                                                               | Saar                                                                | Qual. Mondiali 1954                                                 | 3                                                                   |                                                                     |
| 11-10-1953                                                          | Stoccarda                                                           | Germania Ovest                                                      | 3 – 0                                                               | Saar                                                                | Qual. Mondiali 1954                                                 | -                                                                   |                                                                     |
| 8-11-1953                                                           | Saarbrücken                                                         | Saar                                                                | 0 – 0                                                               | Norvegia                                                            | Qual. Mondiali 1954                                                 | -                                                                   | Primo pareggio della Nazionale della Saarland.                      |
| 28-3-1954                                                           | Saarbrücken                                                         | Saar                                                                | 1 – 3                                                               | Germania Ovest                                                      | Qual. Mondiali 1954                                                 | 1                                                                   |                                                                     |
| 5-6-1954                                                            | Saarbrücken                                                         | Saar                                                                | 1 – 7                                                               | Uruguay                                                             | Amichevole                                                          | 1                                                                   |                                                                     |
| 26-9-1954                                                           | Saarbrücken                                                         | Saar                                                                | 1 – 5                                                               | Jugoslavia                                                          | Amichevole                                                          | 1                                                                   |                                                                     |
| 17-10-1954                                                          | Lione                                                               | Francia B                                                           | 4 – 1                                                               | Saar                                                                | Amichevole                                                          | 1                                                                   |                                                                     |
| 1-5-1955                                                            | Lisbona                                                             | Portogallo B                                                        | 6 – 1                                                               | Saar                                                                | Amichevole                                                          | 1                                                                   |                                                                     |
| 9-10-1955                                                           | Saarbrücken                                                         | Saar                                                                | 7 – 5                                                               | Francia B                                                           | Amichevole                                                          | 7                                                                   |                                                                     |
| 16-11-1955                                                          | Saarbrücken                                                         | Saar                                                                | 1 – 2                                                               | Paesi Bassi                                                         | Amichevole                                                          | 1                                                                   |                                                                     |
| 1-5-1956                                                            | Saarbrücken                                                         | Saar                                                                | 1 – 1                                                               | Svizzera                                                            | Amichevole                                                          | 1                                                                   |                                                                     |
| 3-6-1956                                                            | Saarbrücken                                                         | Saar                                                                | 0 – 0                                                               | Portogallo B                                                        | Amichevole                                                          | -                                                                   |                                                                     |
| 6-6-1956                                                            | Amsterdam                                                           | Paesi Bassi                                                         | 3 – 2                                                               | Saar                                                                | Amichevole                                                          | 2                                                                   | Ultima partita in assoluto della Nazionale della Saarland           |
| Totale                                                              |                                                                     | Presenze                                                            | 19                                                                  |                                                                     | Reti                                                                | 36                                                                  |                                                                     |